# Kenny McIntosh
Kenneth „Kenny“ McIntosh (geboren am 3. März 2000 in Fort Lauderdale, Florida) ist ein US-amerikanischer American-Football-Spieler auf der Position des Runningbacks in der National Football League (NFL). Er spielte College Football für die University of Georgia und wurde im NFL Draft 2023 in der siebten Runde von den Seattle Seahawks ausgewählt.

## Frühe Jahre
Kenny McIntosh wuchs in Fort Lauderdale, Florida, auf. Seine zwei älteren Brüder spielten ebenfalls Football. Deon McIntosh spielte am College als Runningback für Notre Dame und Washington State, R. J. McIntosh spielte als Defensive End für Miami und war anschließend in der NFL aktiv.

## College
McIntosh ging ab 2019 auf die University of Georgia, um College Football für die Georgia Bulldogs zu spielen. Er erhielt als Freshman in der Saison 2019 nur begrenzte Spielzeit und erzielte 174 Yards und 2 Touchdowns bei 25 Carries, während er hinter den Runningbacks D’Andre Swift, Brian Herrien, Zamir White und James Cook spielte. Als Sophomore in der verkürzten Saison 2020 erlief McIntosh 251 Yards und 1 Touchdown bei 47 Carries. In 13 Spielen als Junior im Jahr 2021 (einschließlich der SEC-Meisterschaft und der beiden Playoff-Spiele von Georgia) lief McIntosh für 328 Yards und 3 Touchdowns bei 58 Carries, dazu kamen 242 Receiving Yards und 2 gefangene Touchdowns.
Am 31. Dezember 2021, im ersten Viertel des Orange Bowl gegen Michigan (erste Runde des CFP), führte Georgia einen Trickspielzug aus, bei dem McIntosh einen Handoff von Quarterback Stetson Bennett annahm, nach rechts rollte und einen 18-Yard-Touchdown-Pass zu Receiver Adonai Mitchell warf, wodurch Georgia mit 14:0 in Führung ging. Die Bulldogs gewannen später mit 34:11 und zogen in das College Football Playoff National Championship Game ein. Im National Championship Game lief McIntosh 2 Mal für 6 Yards und fing 3 Pässe für 23 Yards, Georgia gewann das Spiel gegen Alabama mit 33:18. In der Saison 2022 gewann McIntosh mit Georgia erneut die nationale College-Meisterschaft (65:7 gegen die TCU Horned Frogs) und war in 14 von 15 Spielen Starter.

### College-Statistiken
| 2019                        | 12 | 25  | 174   | 7,0 | 2  | 1  | 3   | 3,0  | 0 | 0  | 0   | 0    | 0 |
| 2020                        | 8  | 47  | 251   | 5,3 | 1  | 10 | 111 | 11,1 | 0 | 6  | 218 | 36,3 | 0 |
| 2021                        | 14 | 58  | 328   | 5,7 | 3  | 22 | 242 | 11,0 | 2 | 8  | 157 | 19,6 | 0 |
| 2022                        | 15 | 150 | 829   | 5,5 | 10 | 43 | 505 | 11,7 | 2 | 0  | 0   | 0,0  | 0 |
| Karriere                    | 43 | 280 | 1.582 | 5,7 | 16 | 76 | 861 | 11,5 | 4 | 14 | 375 | 26,8 | 0 |
| Quelle: sport-reference.com |    |     |       |     |    |    |     |      |   |    |     |      |   |

## NFL
McIntosh wurde von den Seattle Seahawks in der siebten Runde an 237. Stelle des NFL Draft 2023 ausgewählt. Am 9. September 2023 wurde er wegen einer Knieverletzung auf die Injured Reserve List gesetzt.

### NFL-Statistiken
| 2023                               | Seattle Seahawks | 3  | 0 | 0  | 0   | 0   | 0  | 0 | 0 | 0 |
| 2024                               | Seattle Seahawks | 17 | 0 | 31 | 172 | 5,5 | 25 | 0 | 0 | 0 |
| Total                              | Total            | 20 | 0 | 31 | 172 | 5,5 | 25 | 0 | 0 | 0 |
| Quelle: pro-football-reference.com |                  |    |   |    |     |     |    |   |   |   |